# Синдром
Синдро́м (грец. σύνδρομον, σύνδρομο — збіг, скупчення) — стійка сукупність симптомів із загальним патогенезом. Синдром може складати клінічну характеристику усієї хвороби або її частину, при цьому об'єднуючи прояви патології однієї або декількох систем та органів організму людини.

## Історичні відомості
Хоча ще Авіценна в своєму Каноні лікарської науки у XI столітті вперше запропонував ідею синдрому в діагностиці конкретних захворювань,але вважають що основну роль у введенні до медичного вжитку поняття «медичний синдром» зіграв видатний англійський лікар XVII століття Томас Сиденгам.

## Особливості поняття «синдром»
Синдром не є рівнозначним поняттю «хвороба», адже може зустрічатися при кількох хворобах. Так, синдром жовтяниці може відбуватися при вірусних гепатитах, гемолітичній анемії, лептоспірозі, тропічній малярії, обтурації жовчних проток при ускладненій жовчнокам'яній хворобі (холелітіазі), тощо. Поняття «синдром» не рівнозначне й поняттю «симптомокоплекс», хоч деякі медичні джерела їх невиправдано трактують як синоніми. Адже «симптомокомплекс» — це стислий опис симптоматики конкретної хвороби, тобто може бути семіотичним виразом нозологічної одиниці, синдрому або ускладнення.

## Підґрунтя поняття «синдром»
У медицині та психології, термін «синдром» ґрунтується на асоціації деякої кількості клінічно розпізнаних симптомів (особливостей, ознак або характеристик), які часто трапляються разом, таким чином, що присутність одного симптому попереджує лікаря про можливу присутність інших симптомів, або інших ознак. Це частіше за все виявляється, коли причина, та/або патогенетичні зміни відбуваються разом (патофізіологія синдрому).

## Синдромна діагностика
На сьогодні велике значення у клінічній діагностиці хвороб надають синдромному підходу, тому що синдром містить достатньо стійке сполучення певних симптомів, яких можна більш-менш часто виявити. На відміну від багатьох патологічних патогенетичних зрушень цю сукупність симптомів визначити можна за допомогою простих засобів — збору анамнезу, візуального спостереження, пальпації, перкусії,аускультації, тощо. У сучасній діагностиці синдромний підхід є етапом нозологічної діагностики, тобто виявлення сутності певної хвороби. Синдромний підхід в діагностиці певною мірою дозволяє на достаціонарному етапі скоріше запідозрити хворобу і, відповідно, швидше доправити хворого до стаціонару. Наявність певного синдрому дозволяє і на стаціонарному етапі іноді не використовувати складні та дорогі засоби лабораторно-інструментальної неспецифічної діагностики. Іноді наявність синдрому дозволяє перейти одразу до лікування, зокрема, до хірургічного втручання при синдромі гострого живота, якого можуть спричинити гострий апендицит, панкреатит, холецистит, дивертикуліт, тощо.
Широке використання синдромного підходу в діагностиці призвело до спрощування самого поняття «синдром». З'явились абсолютно неправильні поняття на кшталт «больовий синдром», «диспептичний синдром», не відповідають сутності синдрому, є по суті є симптомами, які мають неоднозначну нозологічну сутність при різних хворобах. Таке спрощування поняття «синдром» також сприяє недоцільній зміні патогенетичного підходу в лікуванні на спрощений симптоматичний.

## Особливості сучасного термінологічного використання поняття «синдром»
Часто термін «синдром» використовують до тих хвороб, коли їхню етіологію не встановили. Термін «синдром» також продовжують використовувати у деяких випадках навіть після того, як основну (етіологічну) причину знайшли, або коли існує ряд різних першопричин, що дають початок тій же комбінації симптомів та проявів.
У сучасній медицині виділяють близько 1600 синдромів. Багато з них відносять до епонімів — тобто називають іменами вчених, які вперше їх описали: синдром Дауна, синдром Гієна — Барре, синдром Лаєлла, синдром Скуміна, тощо.
Існують ще поняття «анатомічний синдром» — сукупність фізичних симптомів чи ознак, які відповідають структурним змінам органів, «функціональний чи фізіологічний синдром» — поєднання функціональних симптомів.
За останні десятиріччя термін «синдром» використовують і за межами медицини для опису певних явищ, зокрема у психології — Стокгольмський синдром, «синдром вболівальника», у декодуванні — «декодувальний синдром», тощо.